# Finale della UEFA Champions League 1998-1999
La finale della 44ª edizione di UEFA Champions League è stata disputata il 26 maggio 1999 al Camp Nou di Barcellona tra Manchester Utd e Bayern Monaco. All'incontro hanno assistito oltre 90 000 spettatori. La partita, arbitrata dall'italiano Pierluigi Collina, ha visto la vittoria per 2-1 del club inglese nei minuti finali.

## Le squadre
| Squadre        | Partecipazioni precedenti (il grassetto indica la vittoria) |
| -------------- | ----------------------------------------------------------- |
| Manchester Utd | 1 (1968)                                                    |
| Bayern Monaco  | 5 (1974, 1975, 1976, 1982, 1987)                            |

## Il cammino verso la finale
Il Manchester Utd di Alex Ferguson esordisce al secondo turno preliminare contro i polacchi del ŁKS vincendo 2-0 all'Old Trafford e limitandosi a controllare la gara nel ritorno in Polonia, terminata 0-0. In seguito al sorteggio è inserito nel gruppo D insieme ai tedeschi del Bayern Monaco, agli spagnoli del Barcellona e ai danesi del Brøndby, superando il turno come secondo classificato restando imbattuto, totalizzando 10 punti e segnando ben 20 reti, quest'ultimo un primato per quanto riguarda la fase a gironi. Nei quarti di finale i Red Devils affrontano gli italiani dell'Inter vincendo l'andata 2-0 e pareggiando 1-1 al Meazza. In semifinale c'è ancora una squadra italiana, la Juventus finalista uscente. In casa il Manchester impatta per 1-1, ma allo Stadio delle Alpi i Bianconeri vengono sconfitti 3-2 dagli inglesi, che rimontano la doppietta che Filippo Inzaghi aveva realizzato nei primi dieci minuti di gioco.
Il Bayern Monaco di Ottmar Hitzfeld inizia il cammino europeo al secondo turno preliminare contro gli jugoslavi dell'Obilić passando il turno agilmente con un risultato complessivo di 5-1. In seguito al sorteggio è inserito nel gruppo D insieme all'altra finalista, e superando il turno come primo classificato totalizzando 11 punti. Ai quarti di finale i Bavaresi affrontano i campioni di Germania del Kaiserslautern, battendoli senza fatica con un 6-0 tra andata e ritorno. In semifinale c'è la Dinamo Kiev, squadra sorpresa di questa edizione, guidata dal capocannoniere Andrij Ševčenko. A Kiev c'è uno spettacolare pareggio per 3-3, ma all'Olympiastadion una rete di Mario Basler nel primo tempo regala la qualificazione in finale ai padroni di casa.

## La partita
(Lennart Johansson, presidente dell'UEFA, ricordando l'epilogo della finale.)

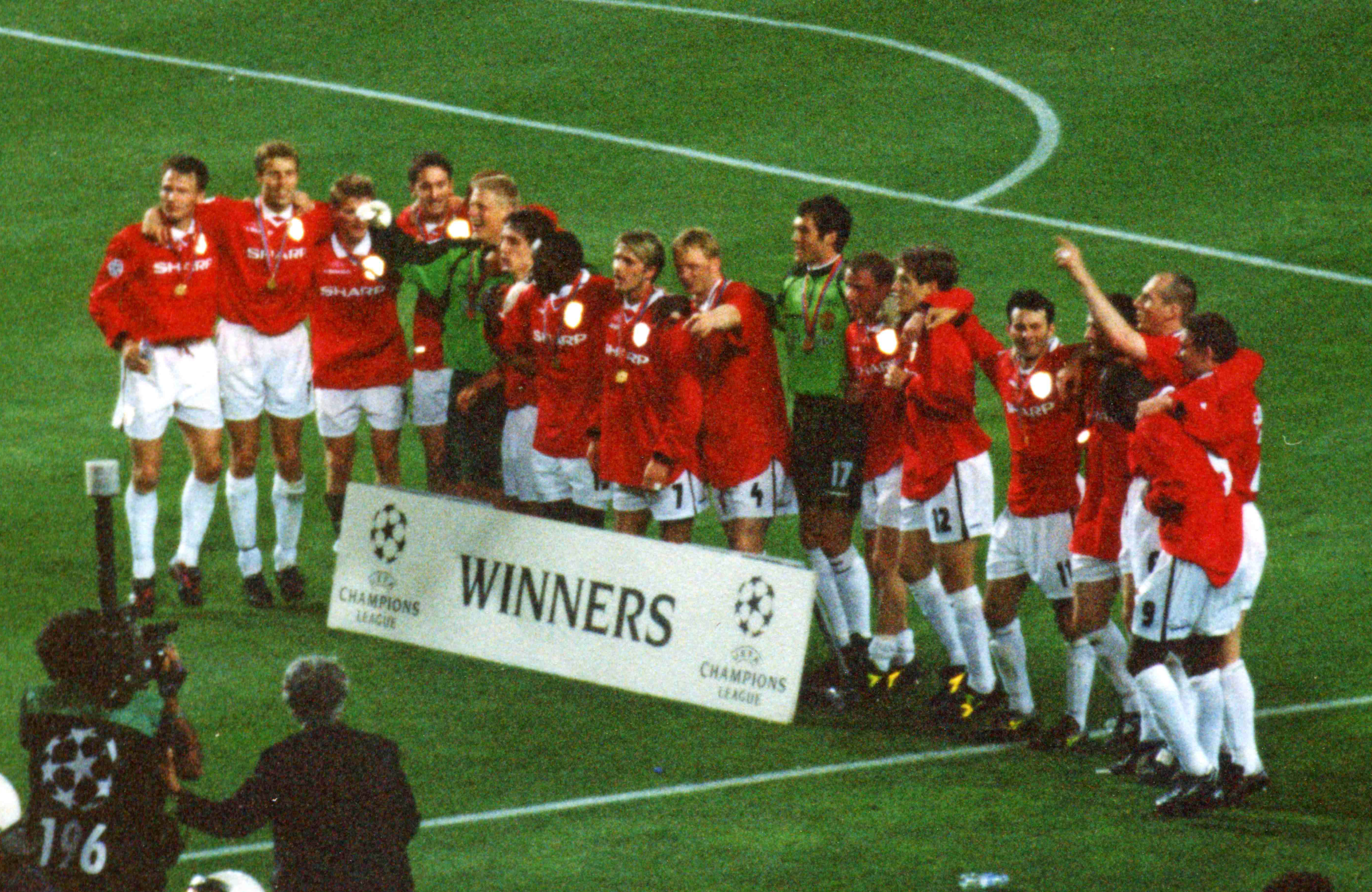
I giocatori del Manchester Utd in festa a fine gara

Dopo essersi incontrate nella fase a gironi, Manchester Utd e Bayern Monaco si ritrovano in finale a Barcellona. Le due squadre sono campioni nazionali e di coppa: i mancuniani hanno vinto la FA Cup mentre i bavaresi sono finalisti della DFB-Pokal e hanno fatto loro la DFB-Ligapokal; quindi per entrambi è caccia al treble.
La gara parte coi tedeschi che controllano la gara e dopo appena sei minuti passano in vantaggio grazie a un calcio di punizione di Mario Basler che beffa Peter Schmeichel sul proprio palo. La reazione da parte degli inglesi c'è, ma i suoi attaccanti sono imprecisi e la difesa dei Roten è attenta ed efficace. Si conclude quindi la prima frazione di gioco sullo 0-1.
Nella ripresa i Red Devils si riversano in avanti, ma è ancora il Bayern Monaco che si fa pericoloso: prima Stefan Effenberg impegna Schmeichel, poi Mehmet Scholl colpisce il palo con un pregevole pallonetto e infine la gioia del gol in rovesciata viene negata dalla traversa a Carsten Jancker. Gli inglesi tentano il tutto per tutto ed entrano in campo altri due attaccanti: Teddy Sheringham e Ole Gunnar Solskjær.
Sono proprio loro a ribaltare il risultato, incredibilmente, nello spazio dei tre minuti di recupero concessi dall'arbitro Pierluigi Collina: prima Sheringham corregge un tiro quasi innocuo di Ryan Giggs, infine, sugli sviluppi di un calcio d'angolo, Solskjær è lesto a girare sotto la traversa il gol che regala al Manchester Utd la coppa che mancava loro da trentuno anni.

## Tabellino
| Arbitro: | Pierluigi Collina |

|                                 |           |           |
| Sheringham 90+1’ Solskjær 90+3’ | Marcatori | 6’ Basler |

| Manchester United | Bayern Monaco |

| P             | 1  | Peter Schmeichel     |  |     |
| D             | 2  | Gary Neville         |  |     |
| D             | 5  | Ronny Johnsen        |  |     |
| D             | 6  | Jaap Stam            |  |     |
| D             | 3  | Denis Irwin          |  |     |
| C             | 11 | Ryan Giggs           |  |     |
| C             | 7  | David Beckham        |  |     |
| C             | 8  | Nicky Butt           |  |     |
| C             | 15 | Jesper Blomqvist     |  | 67’ |
| A             | 19 | Dwight Yorke         |  |     |
| A             | 9  | Andy Cole            |  | 81’ |
| Sostituzioni: |    |                      |  |     |
| P             | 17 | Raimond van der Gouw |  |     |
| D             | 4  | David May            |  |     |
| D             | 12 | Phil Neville         |  |     |
| D             | 30 | Wes Brown            |  |     |
| C             | 34 | Jonathan Greening    |  |     |
| A             | 10 | Teddy Sheringham     |  | 67’ |
| A             | 20 | Ole Gunnar Solskjær  |  | 81’ |
| Allenatore:   |    |                      |  |     |
| Alex Ferguson |    |                      |  |     |

| Bayern Monaco   |    |                    |     |     |
|                 |    |                    |     |     |
| P               | 1  | Oliver Kahn        |     |     |
| D               | 2  | Markus Babbel      |     |     |
| D               | 25 | Thomas Linke       |     |     |
| D               | 10 | Lothar Matthäus    |     | 80’ |
| D               | 4  | Samuel Kuffour     |     |     |
| D               | 18 | Michael Tarnat     |     |     |
| C               | 11 | Stefan Effenberg   | 60’ |     |
| C               | 16 | Jens Jeremies      |     |     |
| A               | 14 | Mario Basler       |     | 87’ |
| A               | 19 | Carsten Jancker    |     |     |
| A               | 21 | Alexander Zickler  |     | 71’ |
| A disposizione: |    |                    |     |     |
| P               | 22 | Bernd Dreher       |     |     |
| D               | 5  | Thomas Helmer      |     |     |
| C               | 7  | Mehmet Scholl      |     | 71’ |
| C               | 8  | Thomas Strunz      |     |     |
| C               | 17 | Thorsten Fink      |     | 80’ |
| C               | 20 | Hasan Salihamidžić |     | 87’ |
| A               | 24 | Ali Daei           |     |     |
| Allenatore:     |    |                    |     |     |
| Ottmar Hitzfeld |    |                    |     |     |